# 멀리사 스트리블링
멀리사 스트리블링(영어: Melissa Stribling, 1926년 11월 7일 ~ 1992년 3월 22일)은 스코틀랜드 출신의 배우이다. 해머사 영화 《괴인 드라큐라》(1958)에서 미나 하커(미나 홈우드) 역으로 출연했다. 배질 디어든과 결혼했다.